# غول اللبية (الرضمة)

تعديل مصدري - تعديل

غول اللبية محلة تابعة لقرية الحديدة، التابعة لعزلة يحير بمديرية الرضمة إحدى مديريات محافظة إب في الجمهورية اليمنية.، بلغ تعداد سكانها 54 حسب تعداد اليمن لعام 2004.